# Hausen, Forchheim
Hausen là một đô thị thuộc huyện Forchheim trong bang Bayern nước Đức. Đô thị Hausen, Forchheim có diện tích 13,52 km², dân số thời điểm 31 tháng 12 năm 2006 là 3702 người.
Bản mẫu:Franconian Circle